# Hammersmith

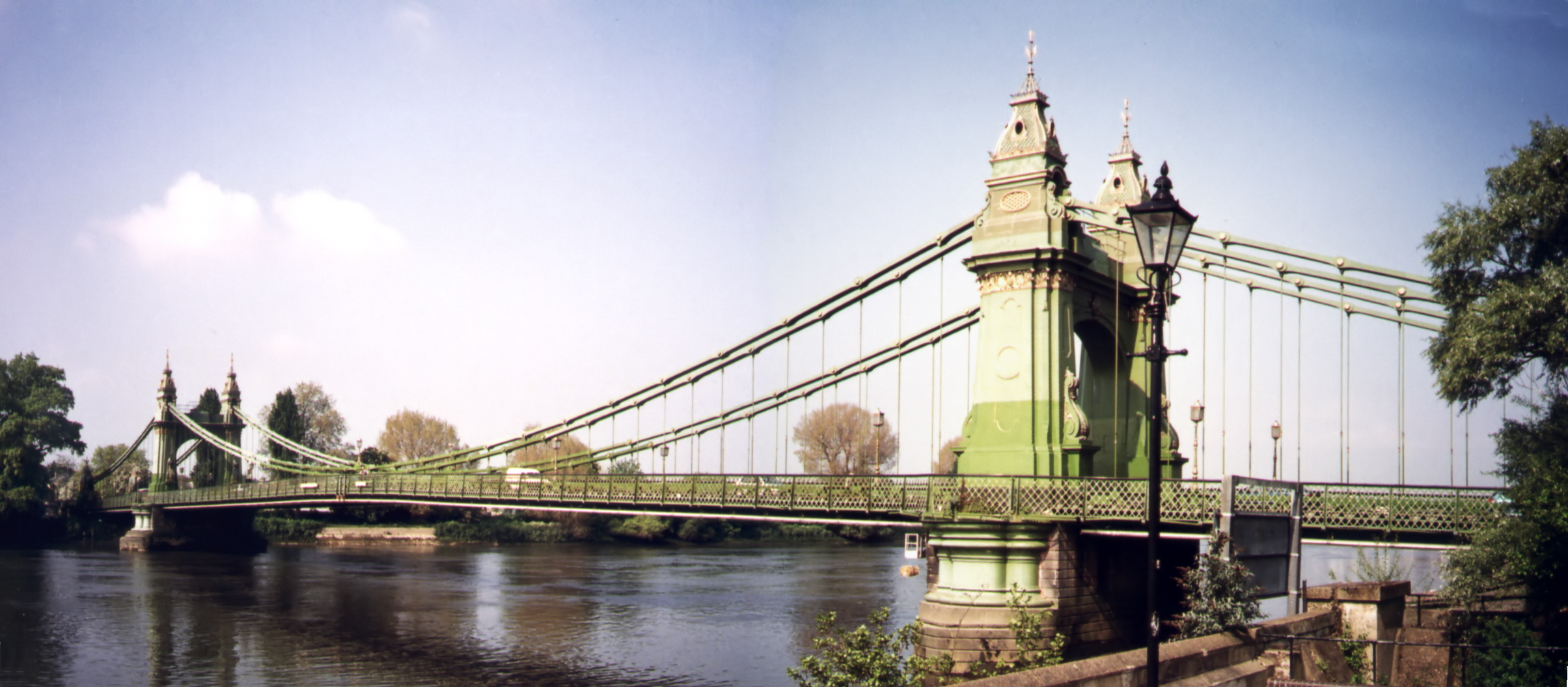
Hammersmith Bridge

Hammersmith é um distrito no borough de Hammersmith e Fulham, na Região de Londres, na Inglaterra, situado a cerca de 7 km a sudoeste de Charing Cross. É o centro  administrativo do borough de Hammersmith e Fulham, sendo identificado como um dos 35 maiores centros da Região de Londres.
A parte ocidental do distrito concentra o comércio, centros de emprego e vários escritórios de empresas multinacionais, que têm como foco o Metropolitano de Londres; duas estações de autocarros e o nó rodoviário de Hammersmith Broadway.
Faz fronteira com Shepherd's Bush ao norte, West Kensington ao leste, Fulham ao sul e Chiswick a oeste, e está ligado pela Hammersmith Bridge com Barnes, no sudoeste. 
Recentemente tornou-se a área de Londres com a maior concentração de poloneses.

## Distritos vizinhos
- Acton
- Barnes
- Chiswick
- Fulham
- Shepherd's Bush
- Kensington
- West Kensington

## Cidades gêmeas
- Marino, Itália
- Anderlecht, Bélgica
- Boulogne-Billancourt, França
- Neukölln, Alemanha